# Eugen Ray

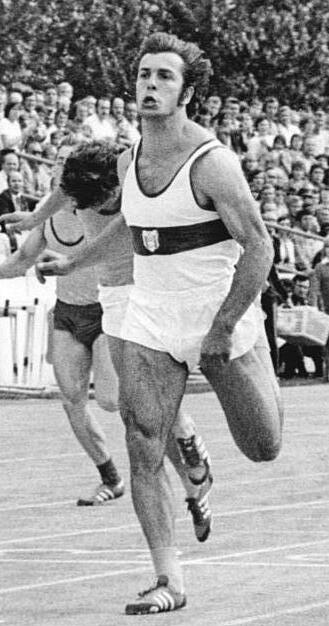
Eugen Ray (1977)

Eugen Ray (* 26. Juli 1957 in Gerbstedt; † 16. Januar 1986 in Leipzig) war ein Leichtathlet und Olympiateilnehmer aus der DDR, der Ende der 1970er Jahre als 100-Meter-Läufer erfolgreich war. Sein größter Erfolg ist der zweifache Gewinn einer Silbermedaille bei den Europameisterschaften 1978 in Prag: Im 100-Meter-Lauf (10,36 s) und mit der 4-mal-100-Meter-Staffel der DDR (38,78 s, zusammen mit Manfred Kokot, Olaf Prenzler und Alexander Thieme). In den Jahren 1977, 1978 und 1980 wurde Eugen Ray DDR-Meister im 100-Meter-Lauf.
Bei den Olympischen Spielen 1980 in Moskau erreichte er mit der 4-mal-100-Meter-Staffel Platz fünf, im 100-Meter-Lauf schied er im Halbfinale aus.
1977 gewann er den 100-Meter-Lauf des Europacup-Finales in Helsinki mit einem neuen DDR-Rekord (10,12 s, 13. August 1977). Beim Weltcup im gleichen Jahr in Düsseldorf wurde er Zweiter (10,15 s). Am 7. August 1977 stellte er mit 20,37 s in Dresden einen DDR-Rekord im 200-Meter-Lauf auf.
Im Winter 1982/1983 versuchte er sich erfolglos bei der SG Dynamo Zinnwald im Bobsport.
Eugen Ray gehörte dem SC Chemie Halle an. In seiner aktiven Zeit war er 1,83 m groß und 86 kg schwer. Seine zweite Ehefrau Marlies Helbig vom Klub für Sportschießen der GST Leipzig war 1982 und 1983 Weltmeisterin im Luftgewehrschießen.
Er wurde zunächst Elektromonteur und später Hauptwachtmeister der Volkspolizei in Leipzig. Er starb 28-jährig im Dienst nach einer Blaulichtfahrt zu einem Unfallort, auf der es an einer Kreuzung zu einem Zusammenstoß mit einem anderen Fahrzeug kam.